# Stefano Napolitano
 Stefano Napolitano  (nacido el 11 de abril de 1995) es un tenista profesional de Italia.

## Carrera
Su mejor ranking individual es el N.º 125 alcanzado el 15 de abril de 2024, mientras que en dobles logró la posición 182 el 3 de abril de 2017.
Ha logrado hasta el momento un título individual y tres en dobles de la categoría ATP Challenger Tour, así como también ha obtenido varios títulos Futures tanto en individuales como en dobles.

### 2014
Recibió una invitación para participar en el Challenger de Vercelli 2014 en la modalidad de dobles. Lo hizo junto a su compatriota Matteo Donati y ganaron el título derrotando en la final a la pareja francesa Pierre-Hugues Herbert y Albano Olivetti por 7-62, 6-3.

## Títulos Challenger; 6 (3 + 3)
| Leyenda             | Individuales | Dobles |
| ------------------- | ------------ | ------ |
| ATP Challenger Tour | 3            | 3      |

### Individuales
| N.º | Fecha      | Torneo                  | Superficie    | Oponentes en la final | Resultado     |
| --- | ---------- | ----------------------- | ------------- | --------------------- | ------------- |
| 1.  | 13.11.2017 | Challenger de Ortisei   | Dura (i)      | Alessandro Giannessi  | 6-4, 6-1      |
| 2.  | 18.02.2024 | Challenger de Bangalore | Dura          | Seong-chan Hong       | 4-6, 6-3, 6-3 |
| 3.  | 14.04.2024 | Challenger de Madrid    | Tierra batida | Leandro Riedi         | 6-3, 6-3      |

### Dobles
| N.º | Fecha      | Torneo                      | Superficie    | Compañero     | Oponentes en la final                 | Resultado           |
| --- | ---------- | --------------------------- | ------------- | ------------- | ------------------------------------- | ------------------- |
| 1.  | 26.04.2014 | Challenger de Vercelli      | Tierra batida | Matteo Donati | Pierre-Hugues Herbert Albano Olivetti | 7-6(2), 6-3         |
| 3.  | 17.07.2016 | Challenger de San Benedetto | Tierra batida | Federico Gaio | Facundo Argüello Sergio Galdós        | 6-3, 6-4            |
| 3.  | 2.10.2016  | Challenger de Roma          | Tierra batida | Federico Gaio | Marin Draganja Tomislav Draganja      | 6-7(5), 6-2, [10-3] |